# Calles General Lacy y Coronel Moscoso
Las calles General Lacy y Coronel Moscoso son dos calles consecutivas del casco histórico de la ciudad de San Roque (Cádiz). En conjunto son conocidas como Calle Málaga, al conformar el recorrido para los automóviles entre el centro de la ciudad y la salida hacia Málaga de la Autovía del Mediterráneo.
Ambas calles conforman la principal zona comercial del casco urbano de San Roque, con una amplia oferta de locales variados. Están adoquinadas, y adornadas a ambos lados con arbustos. Su tráfico rodado está restringido a ciertas horas del día.

## Calle General Lacy
Recibe su nombre del general sanroqueño Luis Lacy y Gautier, héroe de la Guerra de la Independencia.
En su zona más cercana a la Plaza de Andalucía está situado el distrito financiero de San Roque, con las sucursales de Banesto, La Caixa, Caja Rural y Banco Santander, estando las oficinas de otras entidades bancarias en los alrededores. Complementan la oferta comercial dos librerías-papelerías y varias tiendas de moda y ropa deportiva, además de una óptica y una agencia de viajes entre otros establecimientos.

## Calle Coronel Moscoso
Lleva el nombre de un coronel del Ejército destinado en el antiguo cuartel Diego Salinas, hoy edificio municipal.
Desde el este de la Calle La Cruz hasta el Parque de Cuatro Vientos la oferta comercial es menos variada. Su principal establecimiento es una posada, único servicio de alojamiento del casco urbano de San Roque. Otros locales comerciales de la calle son una tienda de todo a 100, una asesoría financiera y una oficina del Servicio Andaluz de Empleo.